# Amadou Cheiffou
Amadou Cheiffou (Kornaka, 1942. december 1. –) nigeri politikus. 1991. október 27-től 1993. április 17-ig az állam kormányfői tisztét töltötte be.
Cheiffou a Demokratikus Szociális Gyűlés Pártja (RSD-Gaskiya) jelöltjeként indult a 2004. november 16-án kiírt elnökválasztáson, és hat jelölt közül a negyedik helyen végzett a szavazatok 6,35%-ának megszerzésével.
Cheiffou az École nationale de l’aviation civile-en végzett.